# محمد عماره (بازیکن فوتبال، زاده ۱۹۷۴)
محمد عماره (انگلیسی: Mohamed Emara؛ زادهٔ ۱۰ ژوئیهٔ ۱۹۷۴) یک بازیکن فوتبال اهل مصر است.

## باشگاهی
از باشگاه‌هایی که در آن بازی کرده‌است می‌توان به باشگاه ورزشی الاهلی مصر و باشگاه فوتبال هانزا روستوک، باشگاه فوتبال المصری اشاره کرد.

## تیم ملی
وی همچنین در تیم ملی فوتبال مصر بازی کرده است.